# Simultane contra-compositie
Simultane contra-compositie is een schilderij van de Nederlandse schilder Theo van Doesburg in het MoMA in New York.

## Beschrijving

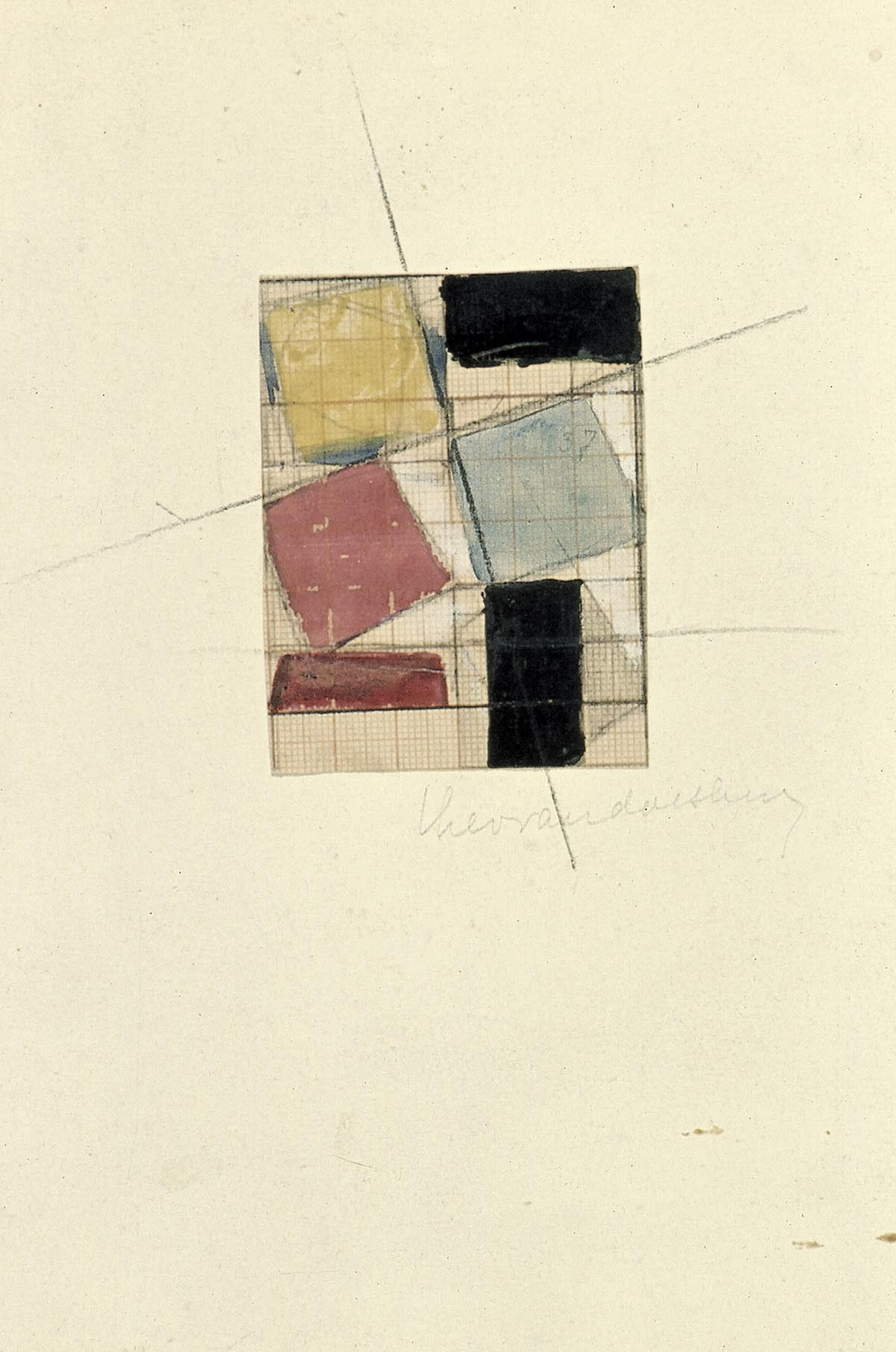
Theo van Doesburg. Compositie (studie). 1930 (?). Zwart krijt, gouache en Oost-Indische inkt op millimeterpapier. 22,5 × 16,5 cm. Utrecht, Centraal Museum.

Simultane contra-compositie kwam waarschijnlijk in de zomer van 1930 tot stand en is de opvolger van het schilderij Aritmetische compositie. Door de afwezigheid van kleur en zijn strenge, op meetkunde gebaseerde, opbouw wijkt het schilderij Aritmetische compositie radicaal af van andere schilderijen uit Van Doesburgs oeuvre. In de maanden augustus en september 1930 vraagt Van Doesburg zich in zijn dagboek af of dit wel de weg is die hij in wil slaan. Hij denkt na over het wezen van het schilderij en kijkt naar het verleden. De pogingen van kubisten en Neokubisten om beweging in de schilderkunst uit te drukken zijn volgens hem mislukt. De dynamiek van vroeger heeft plaatsgemaakt voor een perfect evenwicht tussen actie en rust. Van Doesburg besluit zijn mijmeringen met de opmerking dat dit evenwicht bepaal wordt door één constant element: de kleur.
In Simultane contra-compositie is de kleur weer helemaal terug in Van Doesburgs werk. Het schilderij dankt zijn naam aan het feit dat verschillende orthogonale systemen door elkaar heen lopen. Het kwam voor oktober 1930 tot stand. Vanaf 8 oktober van dat jaar was het te zien op de tentoonstelling Production Paris 1930 in Zürich. In de literatuur wordt het vaak 1929 (of 1929-1930) gedateerd. Dit is het gevolg van een postuum verschenen artikel van Van Doesburg in het eerste nummer van het tijdschrift abstraction création art non figuratif (1932), dat ook een afbeelding van het werk bevat met de vermoedelijk onjuiste datering 1929. In het Centraal Museum in Utrecht bevindt zich een tekening op millimeterpapier, dat ten grondslag lag aan het schilderij.

## Herkomst
Simultane contra-compositie werd in 1951 door Van Doesburgs weduwe, Nelly van Doesburg, verkocht aan een zekere John Senior Jr. Na verschillende keren van eigenaar te zijn verwisseld, werd het in 1967 aan het Museum of Modern Art in New York geschonken door het echterpaar Sidney en Harriet Janis.

## Tentoonstellingen
Simultane contra-compositie maakte deel uit van de volgende tentoonstellingen:
- Production Paris 1930. Werke der Malerei und Plastik, 8 oktober-15 november 1930, Kunstsalon Wolfsberg, Zürich (als Contrecomposition simultanée, 1930).
- ‘1940’. Deuxième exposition Rétrospective Van Doesburg, 15 januari-1 februari 1932, Porte de Versailles Parc des Expositions, Parijs.
- Société des Artistes Indédendants. 46e exposition, 18 januari-3 maart 1935, Grand Palais des Champs-Élysées, Parijs (?).
- Cubism and abstract art, 2 maart-19 april 1936, Museum of Modern Art, New York (als 1929-1930).
- Abstracte kunst, 2-24 april 1938, Stedelijk Museum, Amsterdam (als 1929).
- Salon des Réalistes Nouvelles, Renaissance plastique. 1re exposition (2me série). Oeuvres des artistes étrangers, 30 juni-15 juli 1939, Galerie Charpentier, Parijs.
- Theo van Doesburg. Retrospective exhibition, 29 april-31 mei 1947, Art of this Century Gallery, New York.
- Walt Kuhn, Lyonel Feininger and Theo van Doesburg, juni-15 juli 1947, County Museum of Art, Los Angeles (?).
- Theo van Doesburg, 29 juli-24 augustus 1947, San Francisco Museum of Modern Art, San Francisco.
- Theo van Doesburg, september 1947, Henry Art Gallery, Seattle.
- Theo van Doesburg. Paintings, drawings, photographs and architectural drawings, 15 oktober-8 november 1947, The Renaissance Society of the University of Chicago, Chicago.
- Theo van Doesburg, 20 november-12 december 1947, Cincinnati Art Museum, Cincinnati.
- Exhibition Van Doesburg, 5-23 januari 1948, Robinson Hall, Harvard University, Cambridge, Massachusetts.
- Painters of de Stijl. Debut of abstract art in Holland, 1917-21, 17 mei-2 juni 1951, Sidney Janis Gallery, New York (als 1929-1930).
- De Stijl, 6 juli-25 september 1951, Stedelijk Museum, Amsterdam (?).
- The struggle for new form, 22 januari-13 februari 1957, World House Galleries, New York.
- European artists from A to V, 9 januari-4 februari 1961, Sidney Janis Gallery, New York.
- The classic spirit in 20th century art, 4-29 februari 1964, Sidney Janis Gallery, New York (als 1929).
- Old masters in XXth century European art, 8 februari-5 maart 1966, Sidney Janis Gallery, New York.
- Selected works from 2 generations of European and American artists, 3-27 januari 1967, Sidney Janis Gallery, New York (als 1929).
- The Sidney and Harriet Janis Collection, 16 januari-4 maart 1968, The Museum of Modern Art, New York.
- The Sidney and Harriet Janis Collection, 15 mei-30 juni 1968, Minneapolis Institute of Arts, Minneapolis.
- The Sidney and Harriet Janis Collection, 13 september-13 oktober 1968, The Portland Museum of Art, Portland.
- The Sidney and Harriet Janis Collection, 11 november-15 december 1968, Pasadena Art Museum, Pasadena.
- The Sidney and Harriet Janis Collection, 13 januari-16 februari 1969, San Francisco Museum of Arts, San Francisco.
- The Sidney and Harriet Janis Collection, 12 maart-13 april 1969, Seattle Art Museum, Seattle.
- The Sidney and Harriet Janis Collection, 14 mei-15 juni 1969, Dallas Museum of Fine Arts, Dallas.
- The Sidney and Harriet Janis Collection, 15 september-19 oktober 1969, Albright-Knox Art Gallery, Buffalo.
- The Sidney and Harriet Janis Collection, 18 november 1969-4 januari 1970, Cleveland Museum of Art, Cleveland.
- The Sidney and Harriet Janis Collection, 7 januari-11 februari 1970, Paleis voor Schone Kunsten, Brussel.
- Sidney and Harriet Janis Collection, 28 februari-30 maart 1970, Kunsthalle, Bazel (als 1929-1930).
- The Sidney and Harriet Janis Collection, 1-31 mei 1970, Institute of Contemporary Arts, Londen.
- Sidney and Harriet Janis Collection, 12 juni-2 augustus 1970, Akademie der Künste, Berlijn (als 1929-1930).
- Sidney and Harriet Janis Collection, 11 september-25 oktober 1970, Kunsthalle, Neurenberg (als 1929-1930).
- Vom Surrealismus bis zur Pop-Art. 100 Werke aus dem Museum of Modern Art (Sidney and Harrier Janis Collection), 12 november-27 december 1970, Württembergischer Kunstverein, Stuttgart (als 1929-1930).
- Von Picasso bis Warhol. 100 Werke ais dem Museum of Modern Art in New York (The Sidney and Harriet Janis Collection), 6 maart-18 april 1971, Kunsthalle, Keulen (als 1929-1930).
- Geometric abstraction 1926-1942, 7 oktober-19 november 1972, Dallas Museum of Dine Arts, Dallas (als 1929-1930).
- Structure in art, 12 februari-2 maart 1973, University of Saskatchewan, Saskatoon (als 1929-1930).
- City and machine, 5 oktober 1973-10 februari 1974, Museum of Fine Arts, Saint Petersburg.
- 20th century European masters, 29 oktober-30 november 1975, Sidney Janis Gallery, New York.
- 20th century masterpieces, 22 december 1976-15 januari 1977, Sidney Janis Gallery, New York.
- Tendenzen der zwanziger Jahre, 14 augustus-16 oktober 1977, Neue Nationalgalerie SMPK/Akademie der Künste/Grosse Orangerie des Schlosses Charlottenburg, Berlijn (als 1929).
- Small paintings from famous collections, 4 april-7 juni 1981, The Taft Museum, Cincinnati (als 1929-1930).
- European masters, 3-31 december 1981, Signey Janis Gallery, New York.
- De Stijl, 1917-1931. Visions of Utopia, 31 januari-28 maart 1982, Walker Art Center, Minneapolis (als 1929-1930).
- De Stijl, 1917-1931. Visions of Utopia, 20 april-27 juni 1982, The Hirshhorn Museum and Sculpture Garden, Smithsonian Institution, Washington (1929-1930).
- De Stijl, 1917-1931, 6 augustus 1982-?, Stedelijk Museum, Amsterdam (als 1929).
- De Stijl, 1917-1931, ?-4 oktober 1982, Kröller-Müller Museum, Otterlo (als 1929).
- Van Doesburg and the International Avant-Garde, 20 oktober 2009-3 januari 2010, Stedelijk Museum De Lakenhal, Leiden (als Simultaneous Counter-Composition, 1930).
- Van Doesburg and the International Avant-Garde, 4 februari-16 mei 2010, Tate Modern, Londen (idem).